# بيرت ميرسير
بيرت ميرسير (بالإنجليزية: Bert Mercer)‏ هو طيار نيوزيلندي، ولد في 16 سبتمبر 1886، وتوفي في 30 يونيو 1944.